# Transformador flyback

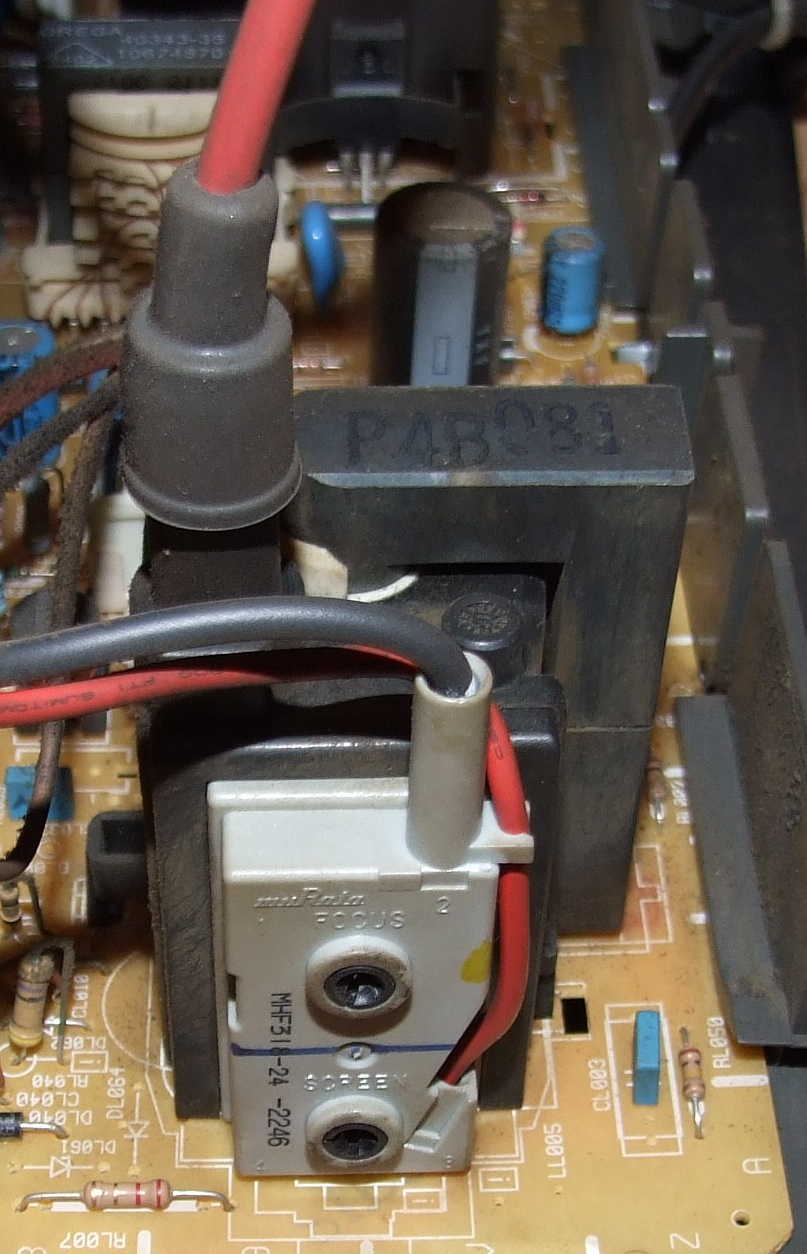
Transformador flyback moderno.

Un transformador Flyback o transformador de líneas es un tipo de transformador que genera una alta tensión necesaria para hacer funcionar un tubo de rayos catódicos (CRT). Este transformador genera una tensión de unos 18 kilovoltios DC (corriente continua) en el caso de tubos monocromos, o de 20 a 30 kilovoltios DC para un tubo en color. Esta tensión tan elevada no siempre sale en su totalidad del Flyback, sino que en el circuito del mismo aparato que lo use (un televisor o un monitor) puede incorporar un multiplicador de tensión, normalmente un triplicador, que entregaría de 18 a 30 Kilo Voltios para la alimentación del ánodo del CRT.

## Funcionamiento
A diferencia de un transformador de corriente habitual que funciona con corriente alterna de 50 o 60 Hertz, un transformador flyback funciona a frecuencias mucho más altas ya que funciona con pulsos de corriente a una frecuencia de 15 625 Hz (para un sistema de televisión PAL 15 625 Hz = 25 cuadros x 625 líneas, y para el sistema NTSC 15 750 = 30 cuadros x 525 líneas).
Este transformador de líneas o flyback incorpora un circuito Rectificador en su interior formado en su parte de alta tensión por varios devanados, que incorporan Diodos en serie internos y utilizan la capacidad parásita que hay entre ellos para filtrar y estabilizar la corriente rectificada por los diodos. La corriente consumida por el tubo en alta tensión es mínima, por lo que estas capacidades parásitas son suficientes. 
En los antiguos televisores a válvulas de vacío (válvula termoiónica), normalmente la MAT (muy alta tensión) se Rectificaba externamente mediante una válvula rectificadora (DY802 por ej.) o por una agrupación de diodos en serie (para repartir la tensión entre todos), que físicamente constituían una barra, parecida a un pequeño lapicero.
El núcleo de este transformador es de un material llamado Ferrita que es una mezcla cerámica de diferentes materiales ferromagnéticos y no conductores de la electricidad, que a esta frecuencia de trabajo, tienen mejores propiedades que el núcleo metálico de chapas apiladas de un transformador convencional. Cabe señalar que el cable que va al foco, G2 y al ánodo del tubo de rayos catódicos (CRT) jamás se debe tocar a menos que el aparato este totalmente descargado y en general es recomendable no tocar ninguna de las partes del transformador flyback ya que se puede producir una fuerte descarga eléctrica.

## Uso
Aparte de generar la alta tensión necesaria que emplea un tubo de rayos catódicos (CRT), este transformador también participa en la alimentación de otros circuitos relacionados con el funcionamiento del televisor como la tensión de filamentos del CRT (6 V AC)(corriente alterna) la tensión de reja G2 (500 V DC) para control de la aceleración de electrones, la tensión de foco (7 kV DC) para el enfoque del haz de electrones en tubos monocromo o enfoque de los tres haces de electrones en tubos de color. 
Otras tensiones de baja tensión que dependiendo del fabricante alimentan varios circuitos del televisor, y el impulso de retorno de línea, que bloquea el haz, o haces de electrones, que en su movimiento horizontal por la pantalla, acaban de trazar una línea y retornan para trazar la siguiente. Cuando falla este impulso, aparecen líneas oblicuas en la pantalla. De derecha a izquierda y de arriba abajo. También se genera la tensión de deflexión horizontal, que aplicada a las bobinas de deflexión horizontal del yugo del CRT propician que el haz o haces se muevan de izquierda a derecha. La tensión de estas bobinas es un diente de sierra. 
Todas estas tensiones son producidas gracias a sus múltiples devanados de cable esmaltado, cada devanado está separado por un material aislante (pudiendo ser mica), el devanado que genera alta tensión puede tener varios miles de vueltas con alambre del número 42# AWG.